# Hatem Trabelsi
Hatem Trabelsi, arabiska حاتم الطرابلسي, född 25 januari 1977 i Ariana, är en tunisisk före detta fotbollsspelare.
Hatem Trabelsi började sin karriär som forward, men utvecklades senare till en skicklig högerback. Han debuterade i Ajax den 8 augusti 2001 mot Celtic (1-3), och spelade därefter för Ajax till 2006, då han gick till Manchester City.
Trabelsi är en av de främsta spelarna i Tunisiens landslag. Han var med i fotbolls-VM 1998, 2002 och 2006 och var med om att vinna afrikanska mästerskapet 2004.

## Meriter
- VM 1998, 2002, 2006
- Nederländsk mästare 2002, 2004
- Nederländsk cupmästare 2002